# Environtologie
Medizinische Environtologie ist ein ehemaliger, heute veralteter Begriff für Umweltmedizin.
Der Begriff Environtologie wurde 1964 von dem deutschen Nuklearmediziner Emil Heinz Graul eingeführt. Bis zu seiner Emeritierung trug der Fachbereich in Marburg, an dem Graul gelehrt hat, den Namen „Institut für Environtologie und Nuklearmedizin“. Der Ausdruck wurde, außer von seinem Schöpfer, nur selten rezipiert und ist seit dem Tod von Graul (im Jahr 2005) außer Gebrauch geraten.